# Chris Watson
John Christian Watson (rodným jménem Johan Cristian Tanck; 9. dubna 1867, Valparaíso – 18. listopadu 1941, Double Bay) byl australský politik, třetí premiér Austrálie (od 27. dubna do 18. srpna 1904). Byl prvním labouristickým předsedou vlády v dějinách Austrálie. Australskou stranu práce vedl v letech 1901 až 1907. Během výkonu premiérské funkce byl zároveň ministrem financí.

## Život
Narodil se v Chile jako syn německého námořníka. Vyrůstal na Jižním ostrově Nového Zélandu. Nové příjmení přijal po svém nevlastním otci, když se jeho matka (irského původu) znovu vdala. Školu opustil již v raném věku a pracoval v tiskárně jako sazeč. V roce 1886 se přestěhoval do Sydney a stal se prominentem v místním dělnickém hnutí. Pomohl založit Labouristickou volební ligu Nového Jižního Walesu a řídil kampaň strany ve všeobecných volbách v roce 1891. Byl zvolen do zákonodárného shromáždění Nového Jižního Walesu ve volbách v roce 1894 (ve věku 27 let) a rychle se stal vůdčí postavou Strany práce. On a většina členů strany se stavěli proti vzniku australské federace s argumentem, že navrhovaná ústava je nedemokratická.
Federace nicméně roku 1901 vznikla a Watson byl zvolen do první federální Sněmovny reprezentantů. Během prvního volebního období podporoval protekcionistické vlády Edmunda Bartona a Alfreda Deakina a byl silným zastáncem politiky bílé Austrálie. Ve volbách v roce 1903 Strana práce dosáhla rovnováhy sil ve Sněmovně a silné pozice v Senátu. Watsonovi to stačilo na to, aby vytvořil menšinovou vládu. Bylo mu tehdy 37 let, což z něj doposavad činí nejmladšího australského premiéra v historii. Byl celosvětově jedním z prvních socialistů, kteří stáli v čele vlády v parlamentním systému, což přitahovalo mezinárodní pozornost.
Po necelých čtyřech měsících v úřadu však Watsonova vláda prohrála hlasování o důvěře a Watsona ve funkci premiéra nahradil antisocialista George Reid. Watson pak byl vůdcem opozice až do roku 1905, kdy pomohl znovu dosadit Deakina do funkce premiéra. Labouristé nabídli svou podporu Deakinovi i po volbách v roce 1906, navzdory odporu některých členů strany. Watson rezignoval na vedení strany v roce 1907 s odvoláním na rodinné problémy a opustil parlament po volbách v roce 1910. Založil a vedl poté labouristický deník vycházející v Sydney. Během rozkolu v roce 1916 byl ze Strany práce vyloučen a přešel na nacionalistické pozice. Vstoupil do nově vzniklé Nationalist Party. Nikdy však již nekandidoval na veřejnou funkci. Následně měl úspěšnou obchodní kariéru, mimo jiné jako prezident National Roads and Motorists' Association a ředitel olejářské společnosti Ampol. Obě tyto společnosti zakládal.
I když se Watsonovi během jeho působení v úřadu nepodařilo prosadit žádnou významnější legislativu, jeho funkční období bylo považováno za historický průlom a demonstraci toho, že socialisté mohou vytvořit kompetentní vládu. Jeho nástupce v čele strany Andrew Fisher toho využil a dovedl Stranu práce po volbách v roce 1910 k většinové vládě.